# Cynodontium gracilescens
Cynodontium gracilescens là một loài Rêu trong họ Dicranaceae. Loài này được (F. Weber & D. Mohr) Schimp. mô tả khoa học đầu tiên năm 1856.

## Hình ảnh

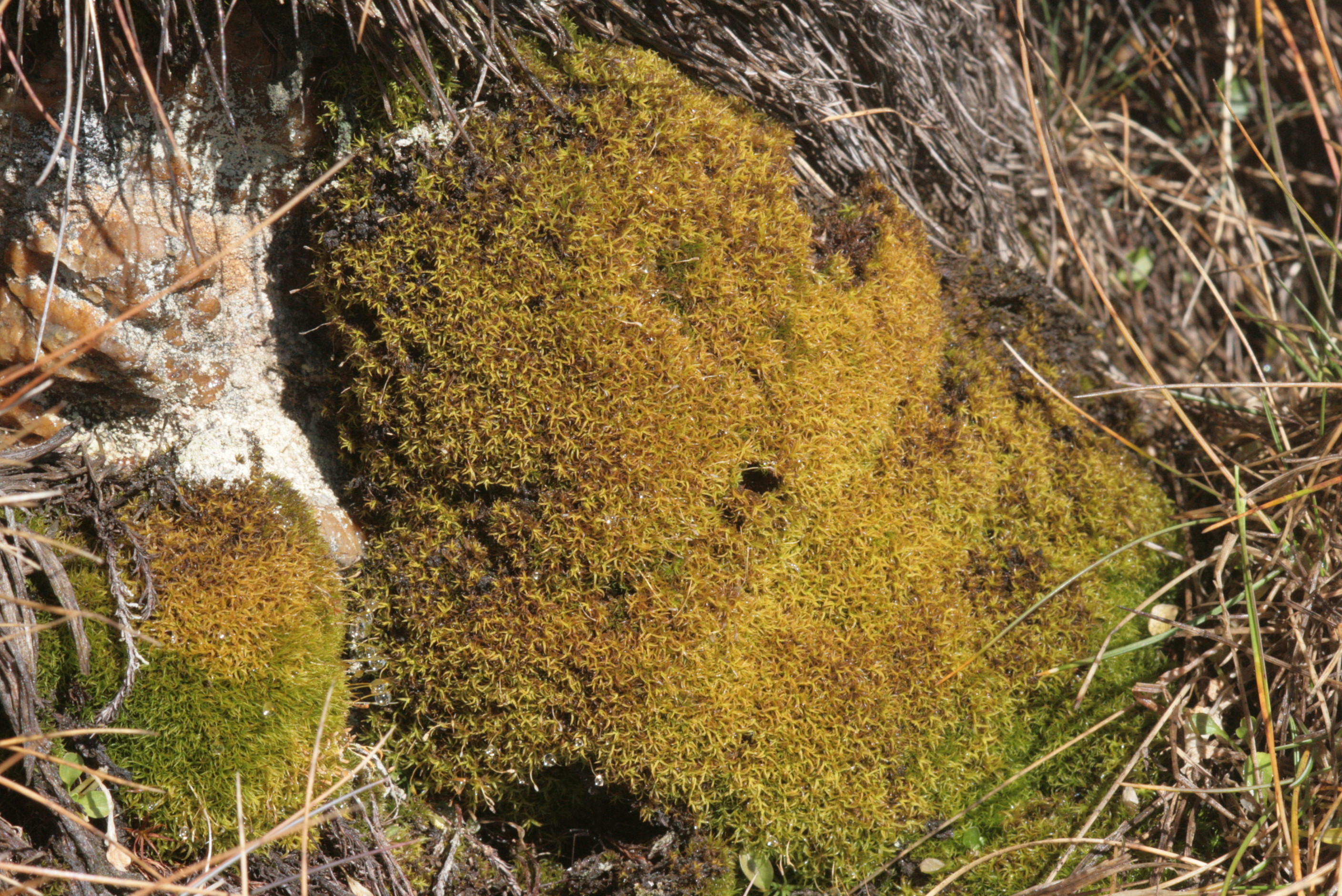
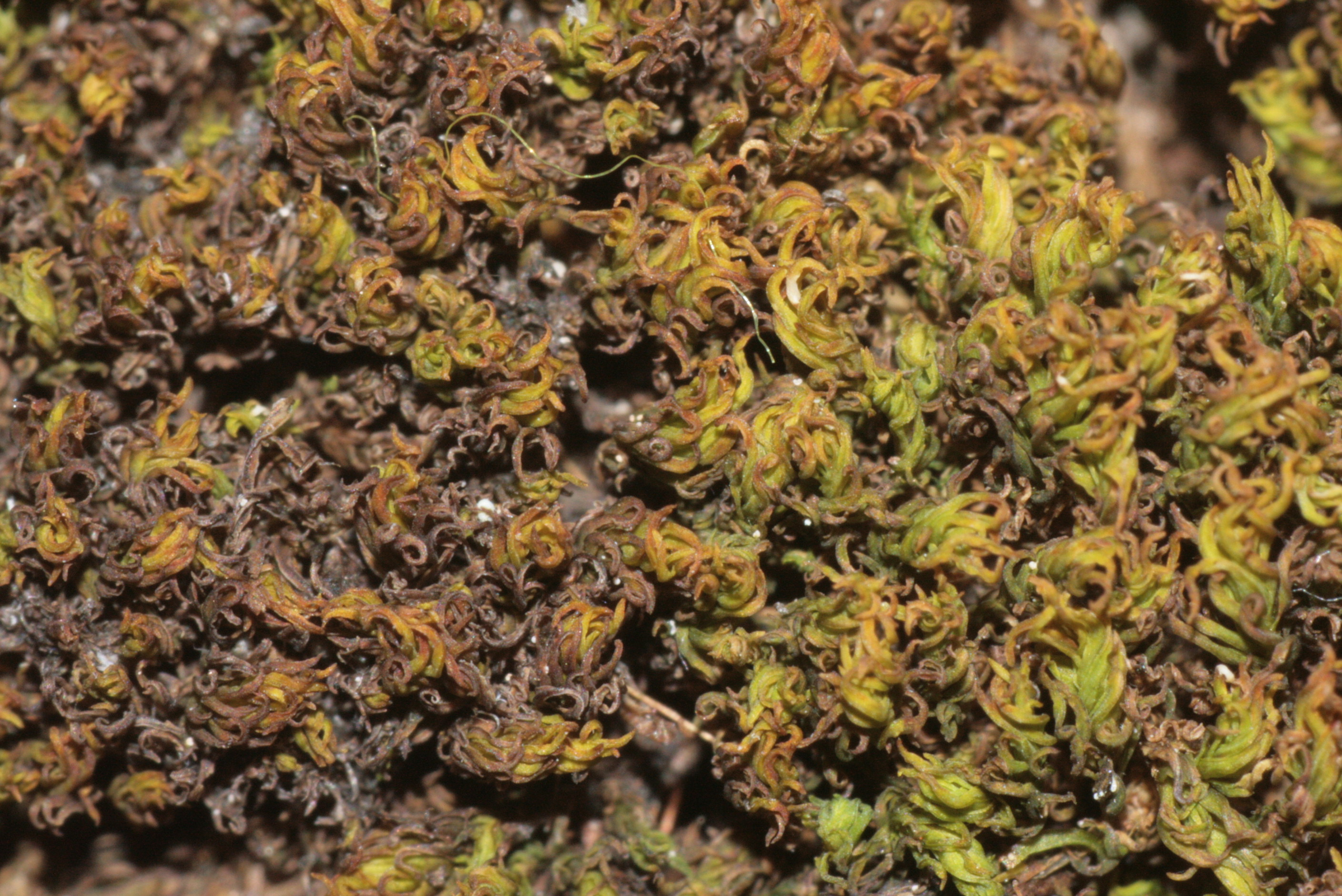
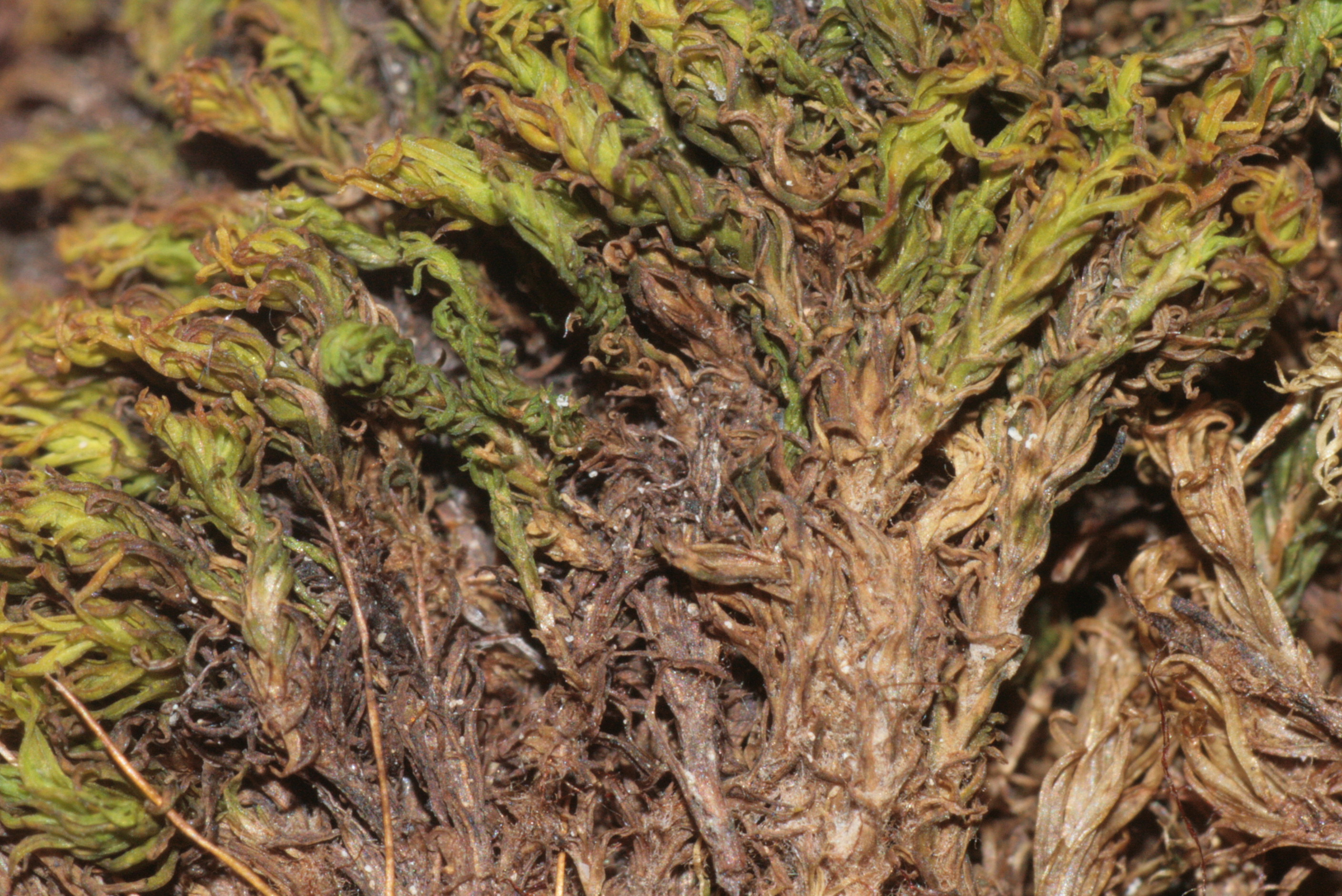
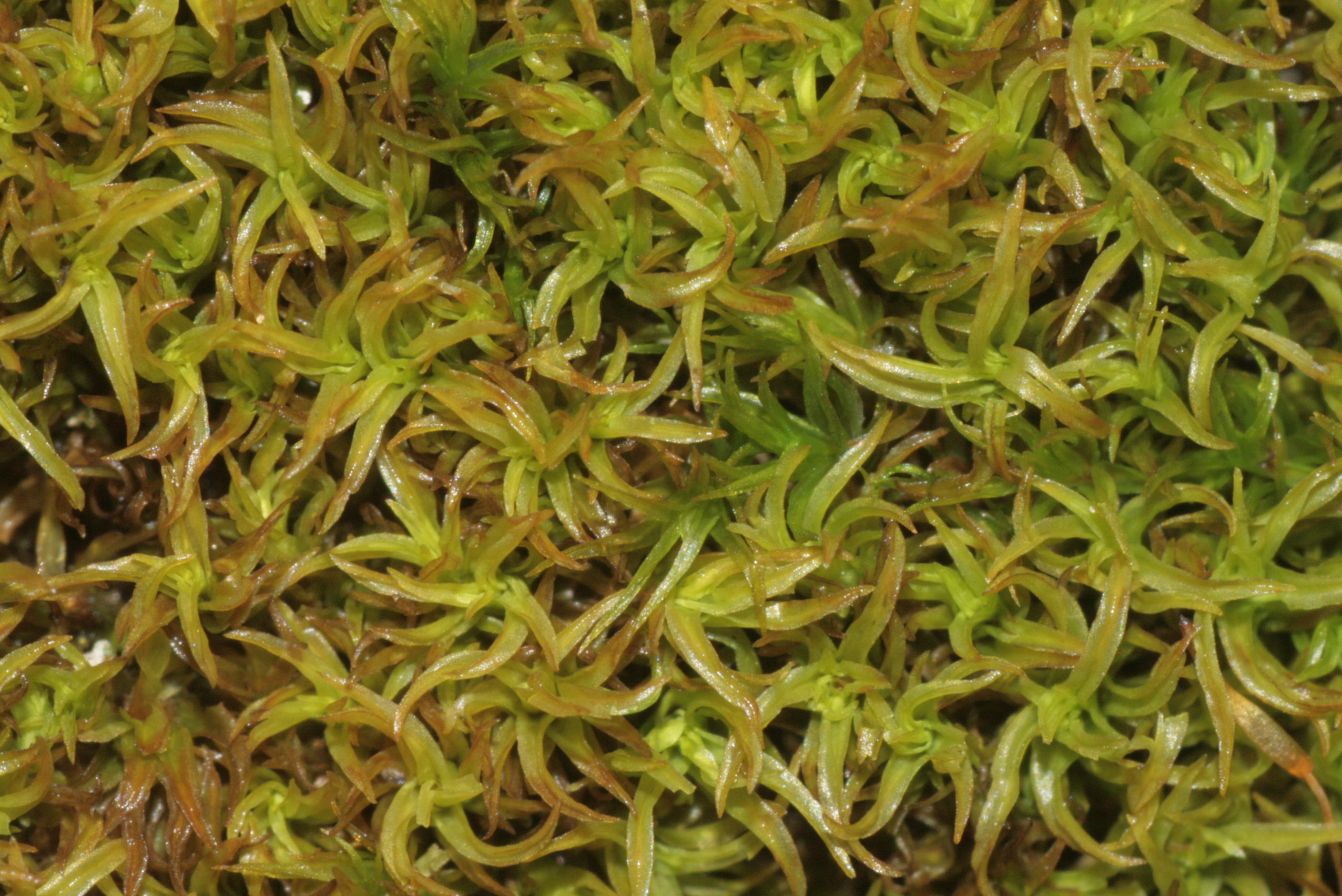